# Marienbader Elegie

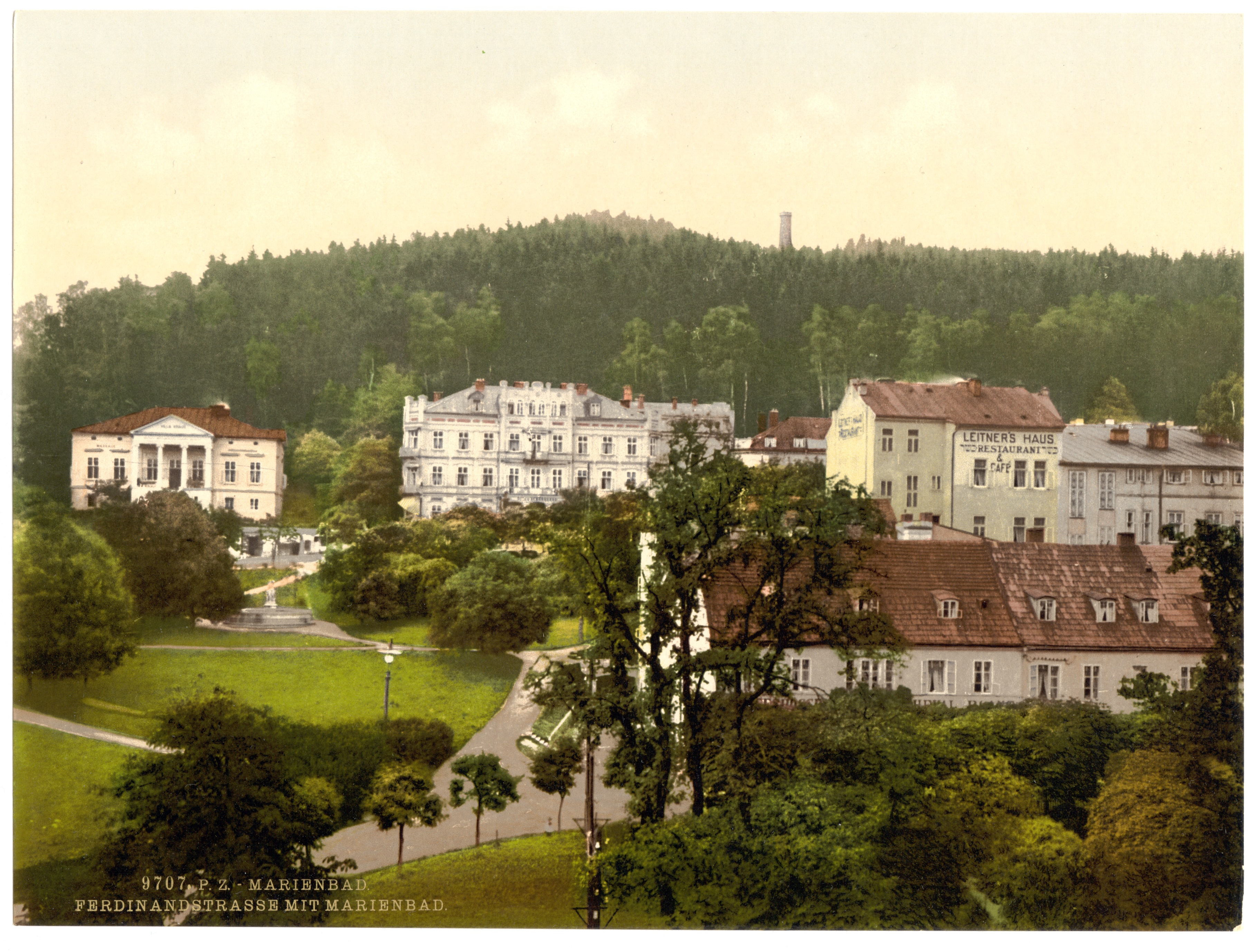
Blick auf Marienbad in Böhmen, um 1900

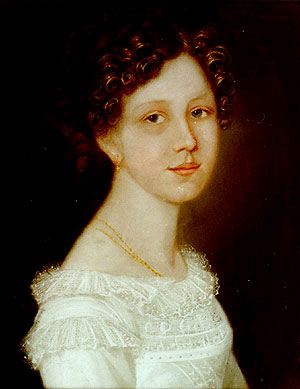
Ulrike von Levetzow. Anonymes Pastellgemälde, 1821

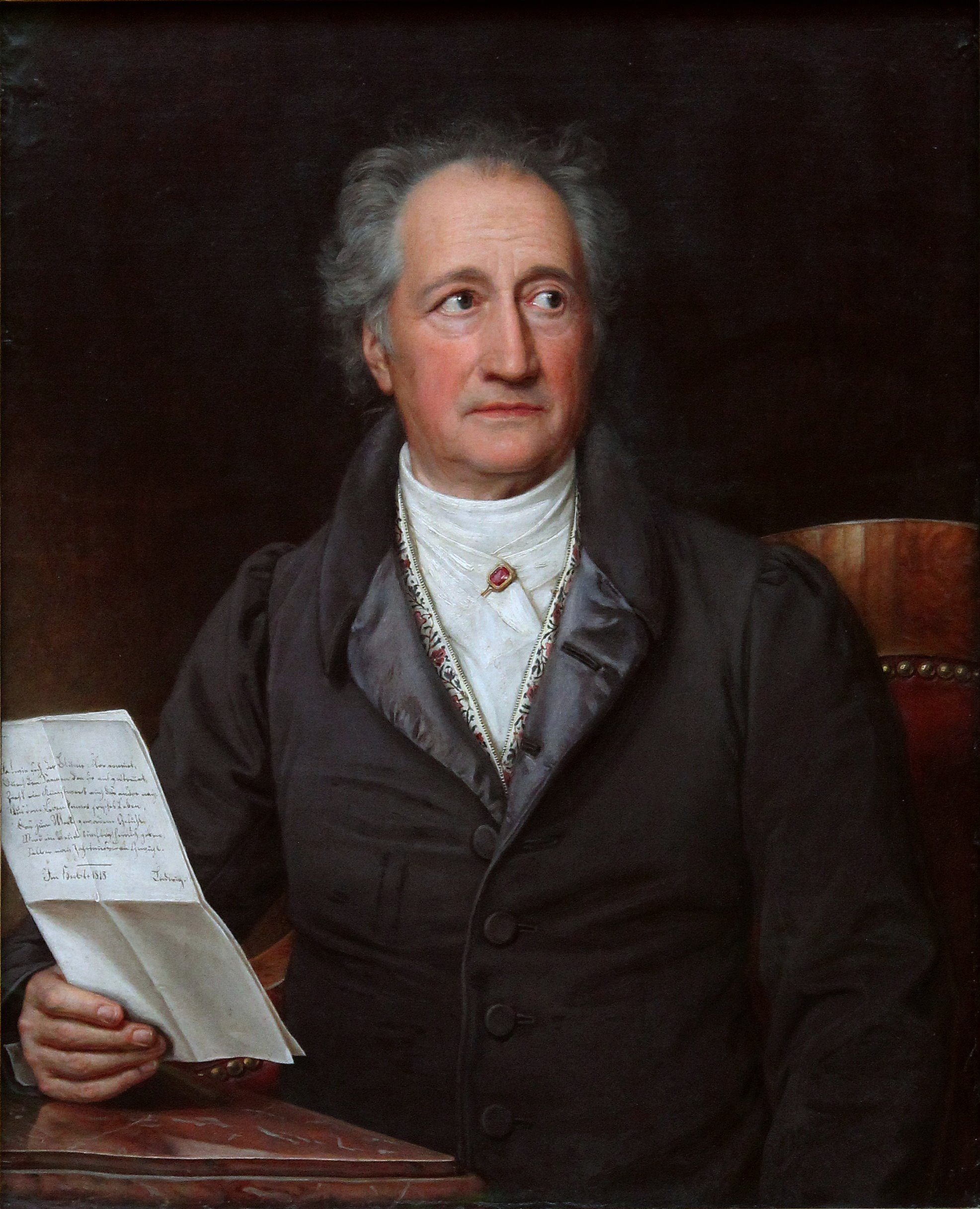
Johann Wolfgang von Goethe, Ölgemälde von Joseph Karl Stieler (1828)

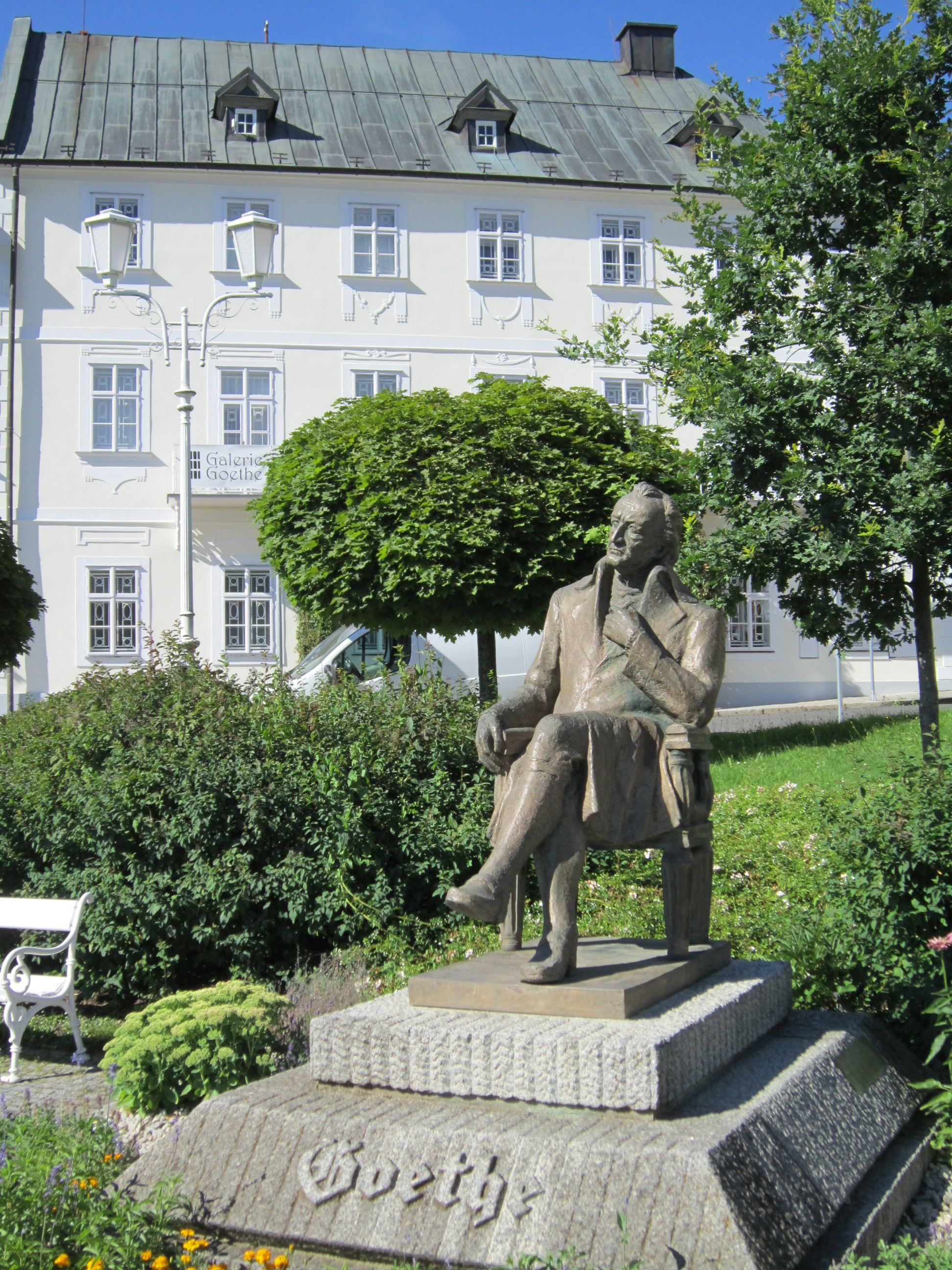
Goethe-Denkmal in Marienbad

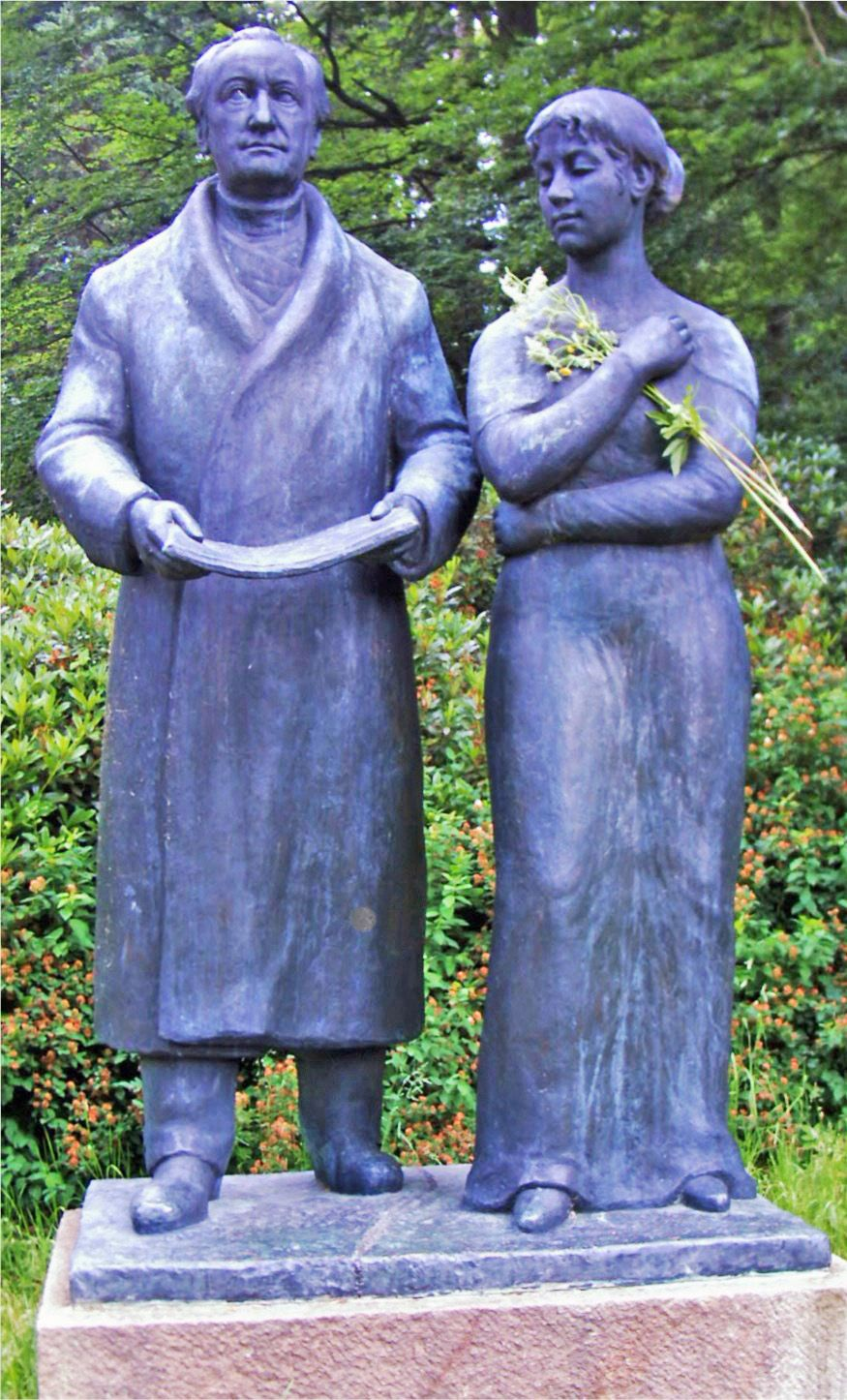
Goethe mit Ulrike von Levetzow am Marienbader Goethewanderweg unweit der Waldquelle

Die Marienbader Elegie ist ein Gedicht Johann Wolfgang von Goethes. Sie ist der mittlere Teil der 1827 von ihm aus Texten der Jahre 1823 und 1824 zusammengefassten „Trilogie der Leidenschaft“. Anlass der Marienbader Elegie war die Zurückweisung durch Ulrike von Levetzow, die als seine letzte große Liebe gilt. Das Gedicht ist vielfach und besonders im Kontext der Begegnung von Goethe und von Levetzow rezipiert worden.

## Hintergrund
Im Sommer 1821 reiste Johann Wolfgang von Goethe zu einem Kuraufenthalt in das böhmische Marienbad. Dort traf er auf die siebzehnjährige Ulrike von Levetzow, die mit ihrer Mutter und den beiden jüngeren Schwestern den Sommer in Marienbad verbrachte. Der fast 72 Jahre alte Goethe verliebte sich heftig in das 54 Jahre jüngere Mädchen. 1823 hielt er mit Hilfe seines Freundes Großherzog Carl August von Sachsen-Weimar-Eisenach schriftlich und formell bei Ulrikes Mutter, Amalie von Levetzow, um die Hand des Mädchens an. Die höfliche Absage durch Ulrike: „Das Fräulein hätte noch gar keine Lust zu heiraten“ wurde zum Anlass der Marienbader Elegie, einem Gedicht, das laut Goethe „das Produkt eines höchst leidenschaftlichen Zustandes“ ist. Das Erlebnis gilt als die letzte Erfahrung der Liebe in Goethes Leben.
Mir ist das All, ich bin mir selbst verloren,
Der ich noch erst den Göttern Liebling war;
Sie prüften mich, verliehen mir Pandoren,
So reich an Gütern, reicher an Gefahr;
Sie drängten mich zum gabeseligen Munde,
Sie trennen mich, und richten mich zugrunde.
(Schlussstrophe der Marienbader Elegie)

## Rezeption
Johann Peter Eckermann sieht das Gedicht als persönlichstes Zeugnis von Goethes Leidenschaft: „Die jugendlichste Glut der Liebe, gemildert durch die sittliche Höhe des Geistes, das erschien mir im Allgemeinen als des Gedichtes durchgreifender Charakter. Übrigens kam es mir vor, als seien die ausgesprochenen Gefühle stärker, als wir sie in anderen Gedichten Goethes anzutreffen gewohnt sind …“
Stefan Zweig beschreibt das lyrische Dokument als das „bedeutendste, […] persönlich intimste […] Gedicht seines Alters“ und widmet der Entstehung und Geschichte ein volles Kapitel in seiner berühmten Sammlung historischer Miniaturen Sternstunden der Menschheit. Für Zweig enthalten die Verse „eine der reinsten Strophen über das Gefühl der Hingabe und Liebe, die jemals die deutsche und irgendeine Sprache geschaffen“:
In unsers Busens Reine wogt ein Streben,
Sich einem Höhern, Reinern, Unbekannten
Aus Dankbarkeit freiwillig hinzugeben,
Enträtselnd sich den ewig Ungenannten;
Wir heißen’s: fromm sein! – Solcher seligen Höhe
Fühl’ ich mich teilhaft, wenn ich vor ihr stehe.
(Auszug aus der Marienbader Elegie)
Otto Erich Hartleben hingegen wandte sich gegen das „scheußliche Gedicht […] Dieses aufgeplusterte hohle Stroh soll der Teufel holen. ‚Im Handeln, seis zur Freude seis dem Lieben‘ – wenn da nicht die Geduld reißt – Gottverdammich! Das ist eine ekelhafte Wichtigthuerei und weiter gar nichts.“